# Афротропіка

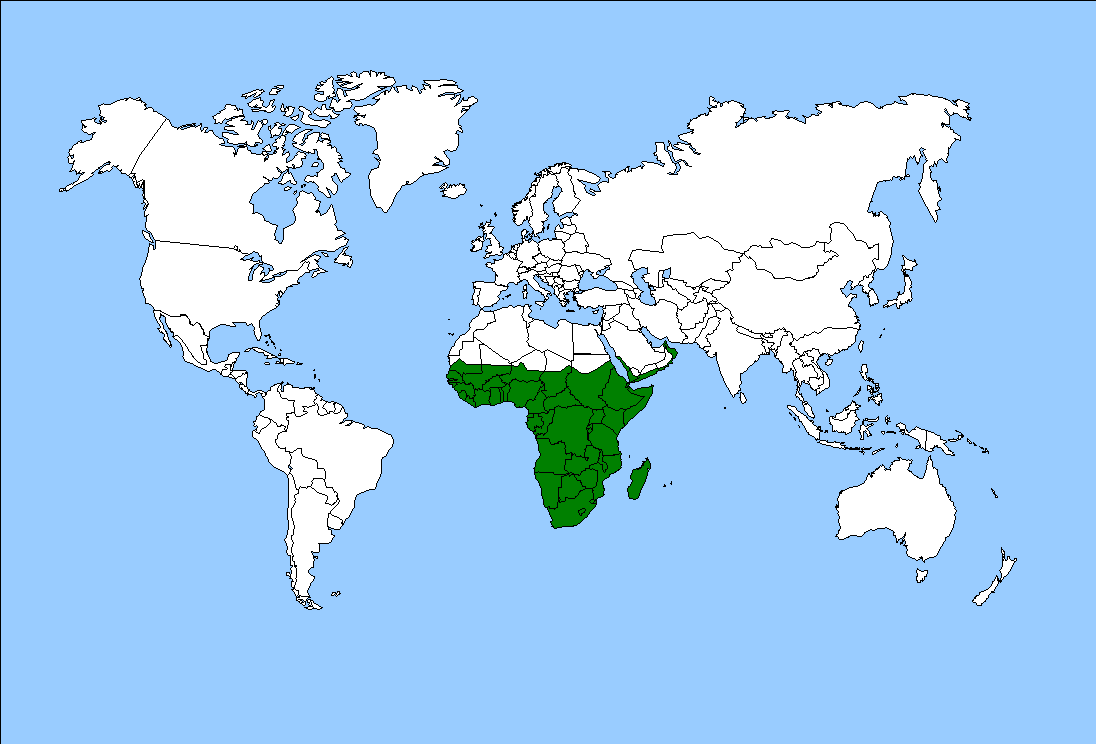
Афротропіка на карті світу

Афротропіка — біогеографічний регіон, до якого відносяться частини Африки, розташовані південніше пустелі Сахари. Раніше він називався ефіопською екологічною зоною.
Мадагаскар і прилеглі острови складають в ньому особливий, чітко розрізнюваний підрегіон, в якому існують численні ендемічні види тварин, наприклад, лемури. Це зумовлено тим, що Мадагаскар і Сейшельські острови відкололися від Африки кілька десятків мільйонів років тому і на них еволюційні процеси пішли окремим шляхом. Інші острови в Індійському океані, такі як Коморські або Маскаренські острови, є островами вулканічного походження, і їх вік більш юний.
Ще одним окремим субрегіоном Афротропіки є Капське флористичне царство (Капенсіка) на півдні континенту, який характеризується кліматом, схожим зі середземноморським. Тут також існують численні ендемічні види.

## Фауна
Фауна ссавців в області багата і різноманітна.
Ендеміки — ряди трубкозубів (1 вид) і даманів (7 видів), що походять від стародавніх копитних. Серед комахоїдних ендемічні видрові, землерийки, златокроти і напівмавпові — лемури, індріеєві, руконожкові.
Гризуни — очеретяні і скельні щури, землекопові, шипохвості білки. Ендеміки серед парнокопитних — бегемоти, жирафи, карликові корови, шаблерогі антилопи.
Характерні ряди ящерів (панголіни), хоботних (слони), напівмавпи лорі (галаго і потто), мартишкові. Ці види ріднять Афротропіку з Індо-малайською областю, вони зустрічаються і там.
Різноманітна орнітофауна, ендемізм її високий. Страусоподібні включають 1 вид (африканський страус).
Поширені птахи-миші, китоголовові, молотоголовові, птахи-секретарі, пастушкові куріпки, цесарки, турако (бананоїди), деревні одуди.

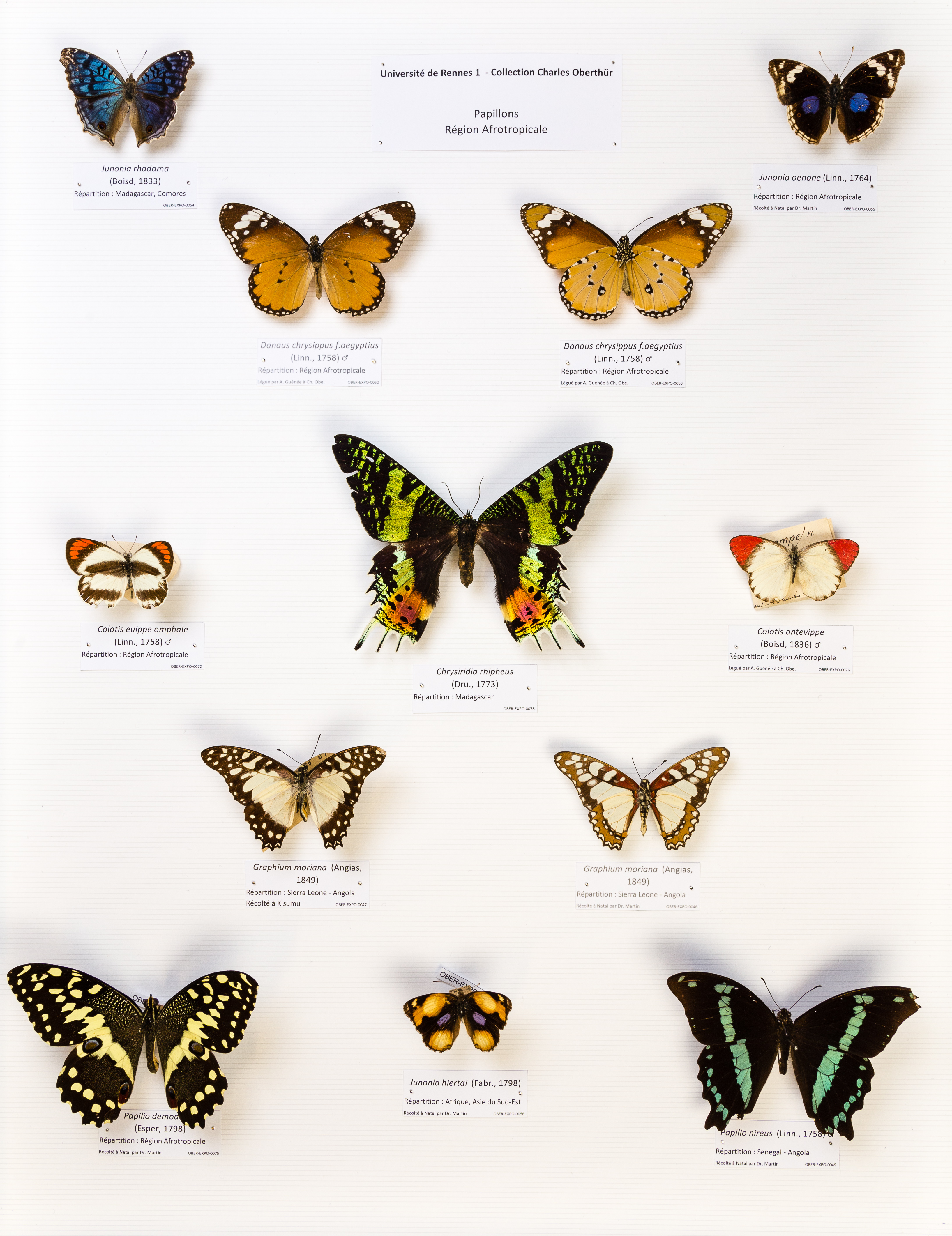
Метелики афротропіків